# Dapaong
Dapaong, ou Dapango, signifie « nouveau marché » en moba. C'est une ville commerciale située dans le nord du Togo à 650 km de Lomé et à 35 km de la frontière avec le Burkina Faso. C'est le chef-lieu de la préfecture de Tône ainsi que de la région des Savanes. La ville est jumelée à Issy-les-Moulineaux depuis 1989.

## Histoire
Dapaong, située dans la région des Savanes, est historiquement un carrefour commercial pour les populations du nord du Togo et des pays voisins tels que le Burkina Faso et le Ghana. Elle a été un point stratégique pendant la colonisation allemande et française, servant de poste administratif et de contrôle des échanges dans cette région frontalière. Les peuples Moba et Gourmantché, majoritaires dans la région, ont marqué la culture locale avec leurs pratiques agricoles et artisanales. L'essor de la ville a été favorisé par sa position sur l'axe routier reliant le sud du Togo aux pays sahéliens,.

## Géographie

### Population
La population de la ville de Dapaong est estimée en 2010 à 94 000 habitants. Elle est peuplée majoritairement de Moba (48 %), Gourma, Mossi de Peuls et de Malinkés.

### Topographie
Dapaong est située dans une région où le relief est dominé par le plateau de l’Oti, qui s’étend sur toute la partie nord du Togo. Ce plateau gréseux est caractérisé par des formations rocheuses anciennes datant de l’ère précambrienne, composées principalement de quartzites et de schistes. Le paysage est marqué par des cuestas, des pentes abruptes qui témoignent de l’érosion différentielle dans la région. L’altitude moyenne est d’environ 323 mètres, mais certaines zones peuvent culminer à près de 500 mètres, notamment sur les rebords du plateau. Ce relief confère à la région une diversité géologique unique, favorisant des sols relativement pauvres et sableux, mais adaptés à certaines cultures agricoles comme le mil et le sorgho.

### Climat
Dapaong bénéficie d’un climat tropical de type soudano-sahélien. La région connaît deux saisons distinctes : une saison des pluies allant de mai à octobre et une saison sèche prolongée de novembre à avril. Les précipitations annuelles varient entre 800 et 1 100 mm, avec des pluies souvent concentrées entre juin et août. Pendant la saison sèche, la région est sous l’influence des vents harmattan qui transportent de fines particules de poussière, asséchant davantage l’air et limitant la visibilité. Les températures à Dapaong fluctuent entre 18 °C en janvier, période la plus fraîche, et 40 °C en mars, mois le plus chaud. Ce climat favorise les écosystèmes de savanes arborées, composées principalement d’espèces résistantes à la sécheresse telles que le karité et le baobab.

### Hydrologie
L’hydrologie de Dapaong est dominée par la rivière Oti, un affluent du fleuve Volta qui traverse la région des Savanes et joue un rôle essentiel dans l’approvisionnement en eau des populations locales. Le bassin versant de l’Oti couvre une grande partie de la région, et ses affluents, souvent temporaires, se remplissent principalement pendant la saison des pluies. Cependant, l’évaporation élevée due au climat aride réduit considérablement les débits en saison sèche. L’exploitation des ressources en eau repose aussi sur des forages et des puits, nécessaires pour pallier le manque d’eau pendant les périodes de sécheresse. Ces infrastructures hydrauliques ont été renforcées par des projets internationaux visant à améliorer l’accès à l’eau potable, notamment dans les zones rurales.

## Économie

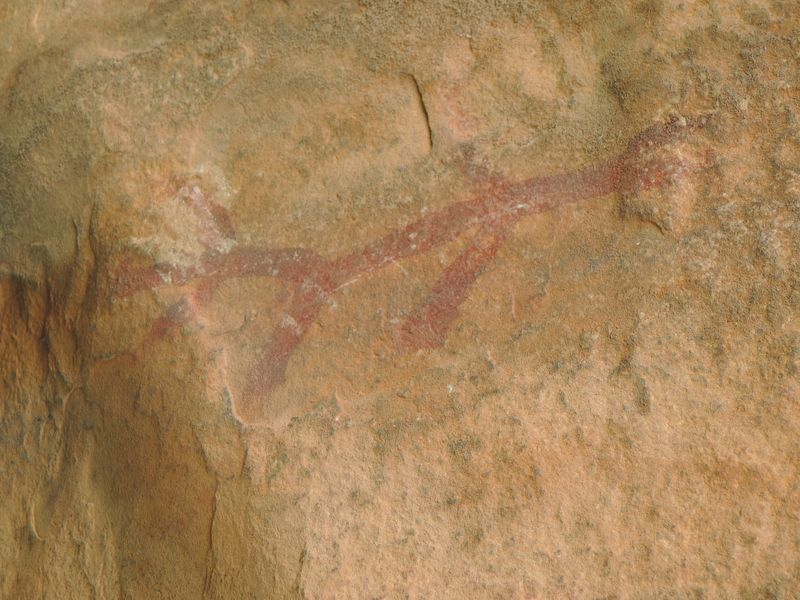
Peinture rupestre près de Dapaong.

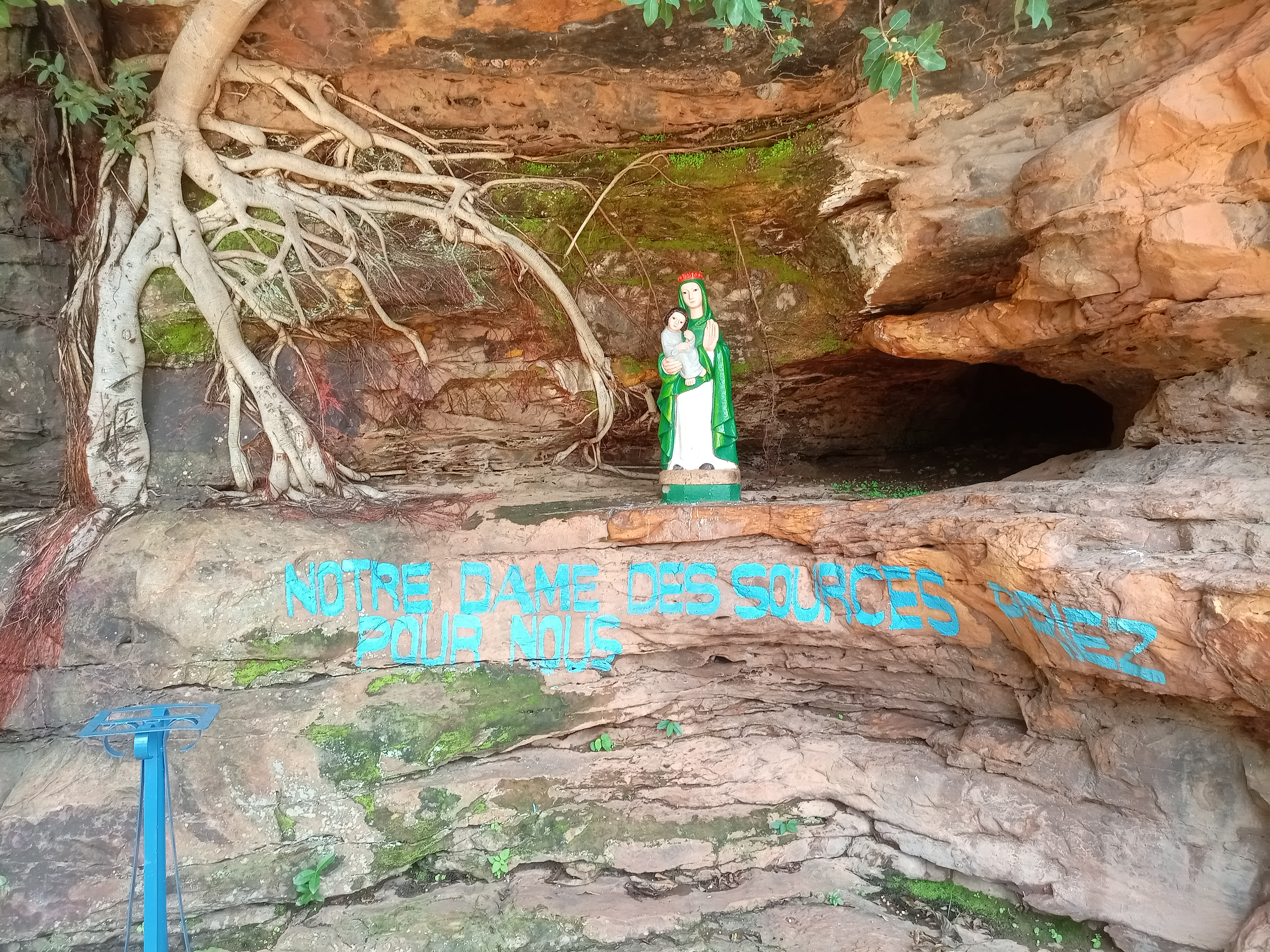
Grotte de Dalwak.

La ville de Dapaong joue un rôle stratégique dans les échanges de l'Afrique de l'Ouest car elle occupe une place privilégiée pour le transit des marchandises à destination du Burkina Faso, du Bénin et du Niger. L'économie locale est de ce fait une des plus importantes du Togo. Le centre économique de la ville est le marché avec divers commerces, notamment ceux des tissus, du mil et du mouton.
Les principales ressources proviennent de l'artisanat, du commerce et de l'élevage, mais surtout de l'agriculture (70 %)[réf. nécessaire] : culture du coton, du mil, du maïs (saison des pluies), de la tomate (saison sèche ou contre-saison) et du jatropha. Depuis les années 2000, la culture de la tomate s'est intensifiée autour de Dapaong, qui exporte vers Lomé une quantité importante de sa production. Les femmes tiennent aussi assez souvent de petits commerces de boisson locale dénommée Tchakpa faite à base de mil.
Les grottes et les greniers de Nano et Maproug au creux de la falaise, ainsi que les peintures rupestres de Namoudjoga constituent des attraits touristiques.

## Infrastructures
Alimentée en électricité grâce au barrage d'Akosombo (Ghana), la ville connaît cependant d’importantes difficultés en matière d'assainissement d’eau et de santé publique.
Dapaong est desservie par l'aérodrome de Djangou.

## Éducation
La ville de Dapaong possède plusieurs écoles publiques (Lycée de Nassablé, Lycée Dapaong ville etc), des écoles privées (Collège saint athanase, CPL Yanfouom etc) et une université technique (Institut Technique Bonita Haus).

## Sport
La ville de Dapaong se distingue en football à travers le Foadan de Dapaong, évoluant en Championnat du Togo en 1re Division.

## Société
De partout en Afrique et dans le monde il est difficile de donner la parole aux femmes. Cependant dans ces dernières années, quelques femmes émergent et prennent la parole ainsi les femmes de Dapaong prennent la parole pour participer au développement de la femme et de leur région.

## Personnalités liées à la ville
- Adamou Kampatib Kankpe-Kombath, membre du clan Dyiob, instituteur principal, député à l'assemblée nationale et acteur majeur dans la création du CREAA (Conseil régional d'alphabétisation et d'éducation des adultes en Afrique) auprès de l'UNESCO où il occupait un poste de fonctionnaire international. Décédé à la suite d'un tragique accident de voiture en 1985, il est fait officier de l'Ordre du Mono de la République togolaise à titre posthume. Il reçoit également le prix Noma de l'UNESCO à titre posthume en 1986.
- Bambara Labdiedo, institutrice, s'occupait des orphelins avec lesquels elle a commencé une pépinière et à planter des arbres. Représente les droits des femmes et orphelins lors de conférences à la Commission européenne.
- Damtaré Labdiedo, un des fils de Bambara. S'appuyant sur le travail de la pépinière de sa mère et les orphelins, avec ses frères, ils ont fait des campagnes de sensibilisation sur l'importance de la durabilité et lancé de vastes campagnes de reboisement avec 15 000 agriculteurs. Ils auraient planté entre 2 et 5 millions d'arbres entre 2000-2012.

## Religions
La population de la ville de Dapaong est majoritairement Catholique. Mais on y trouve aussi bien d'autres dénominations chrétiennes (des protestants, ...), des musulmans et des animistes.

### Catholique
- Diocèse de Dapaong, voir
- Cathédrale Saint-Charles-Lwanga
- Liste des évêques de Dapaong
- Synode diocésain (2000-2002) convocation en 1998, voir